# 라자 펜스크

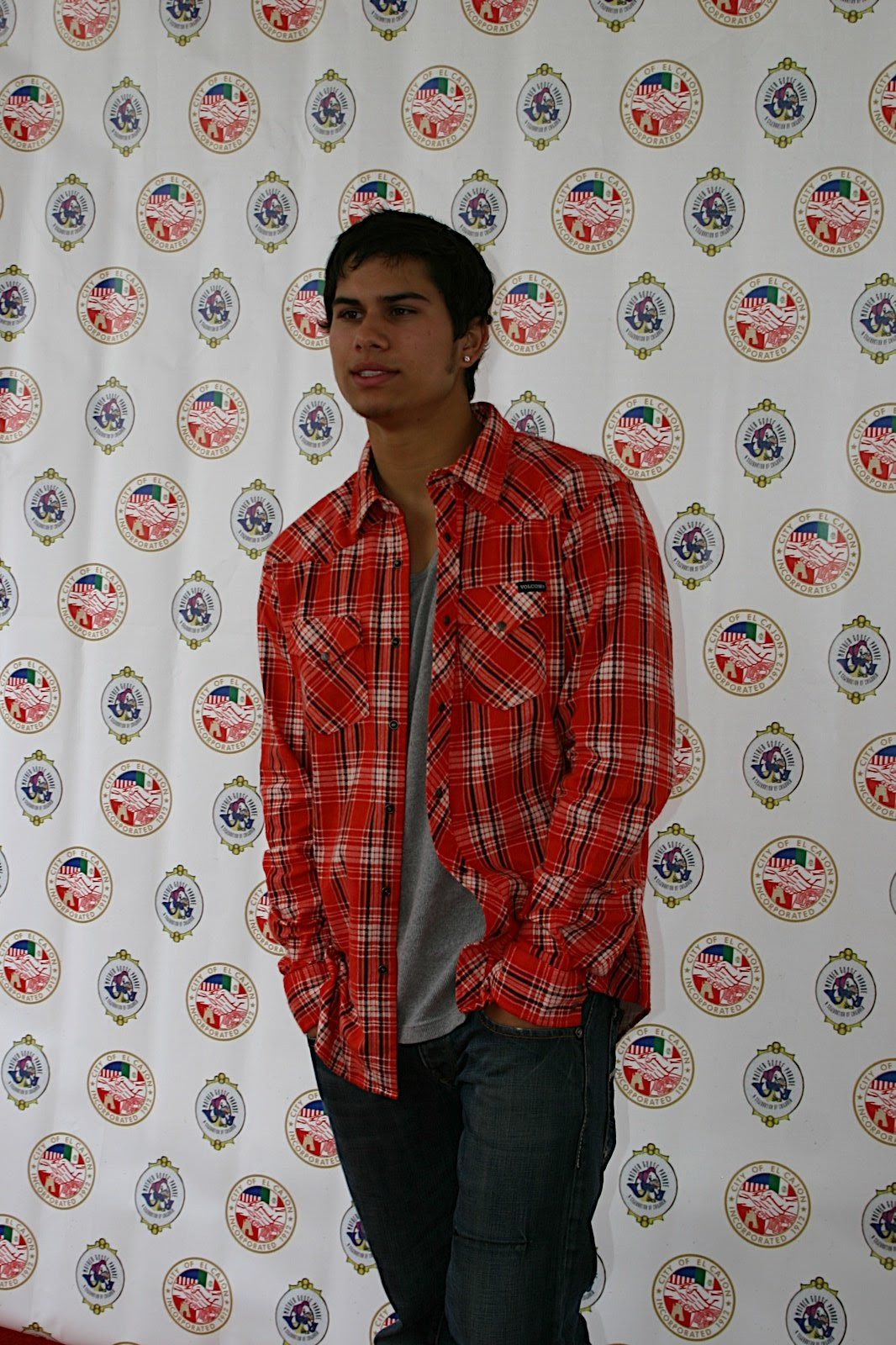

라자 펜스크(Raja Fenske, 1988년 9월 25일 ~ )는 미국의 배우, 텔레비전 배우이다.
록빌에서 태어났다.

## 영화
- 펜데조 (2013년) - 제이(J) 역